# Głuszyca Górna (przystanek kolejowy)
Głuszyca Górna – kolejowy przystanek osobowy w Głuszycy Górnej, w województwie dolnośląskim, w Polsce.

## Ruch pasażerski
| Rok  | Wymiana pasażerska na dobę |
| ---- | -------------------------- |
| 2017 | 10-19                      |
| 2022 | 20-49                      |